# Canadese industrie
Canada is op de zes na grootste handelsnatie ter wereld. Het is lid van de Groep van Zeven meest geïndustrialiseerde landen, bekend als de G7-landen. De andere leden zijn de VS, Japan, Duitsland, Frankrijk, het Verenigd Koninkrijk en Italië. 
Canada kwam tot welstand vanwege de enorme rijkdom aan natuurlijke bronnen. Het eerste waardevolle exportartikel was bont. Later bleek dat Canada over enorme voorraden mineralen beschikte, waaronder zink, nikkel, goud, zilver, ijzererts, uranium, koper, kobalt en lood. Er zijn bovendien grote reserves aan ruwe olie en aardgas. En de kracht van water wordt gebruikt om elektriciteit mee op te wekken.